# Neckardreef en omgeving
De Neckardreef en omgeving is een buurt in Overvecht in Utrecht. In 2023 telde de buurt 4.390 inwoners.

## Ligging
De buurt wordt begrensd door de Moezeldreef, de Humberdreef, de Einsteindreef, de Albert Schweitzerdreef en de Moldaudreef. Omliggende buurten zijn Wolga- en Donaudreef en omgeving, Zamenhofdreef en omgeving, Zambesidreef en omgeving en het Poldergebied Overvecht. Midden in de buurt bevindt zich een markante watertoren.

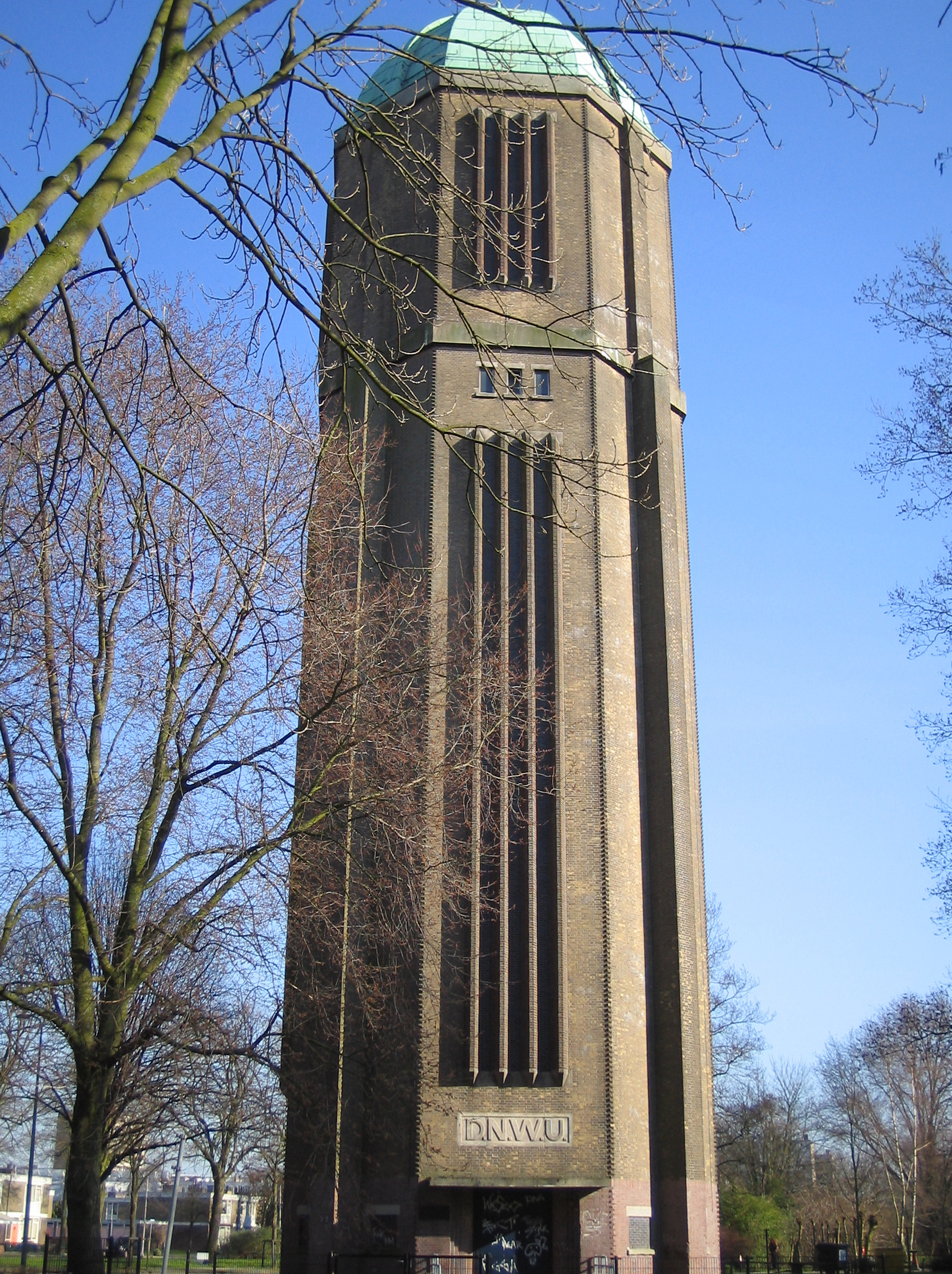
Watertoren Overvecht

Amazone- en Nicaraguadreef en omgeving · Bedrijventerrein Nieuw Overvecht · Neckardreef en omgeving · Poldergebied Overvecht · Taag- en Rubicondreef en omgeving · Tigris- en Bostondreef en omgeving · Wolga- en Donaudreef en omgeving · Zamenhofdreef en omgeving · Zambesidreef en omgeving